# أبواب الشك (مسلسل)
أبواب الشك هو مسلسل دراما مصري من إخراج أحمد سمير فرج وبطولة لقاء الخميسي، خالد سليم، نبيل عيسى، أحمد صلاح حسني، جيهان خليل وعائشة بن أحمد.

## نبذة
مجموعة من الأصدقاء، لدى كل منهم حياته ومستقبله وعائلته، ومع تصاعد الأحداث، يكتشف أن هناك جريمة قتل قد حدثت منذ 10 سنوات، وتتفتح أوراقها وأزماتها من جديد، وتنقلب الدنيا رأسًا على عقب، لينغرس جميع الأصدقاء في هذه الأزمة، حيث كانوا يظنون أنهم يعيشون في وهم النسيان ولن تعود هذه الجريمة مرة أخرى.

## طاقم العمل
- لقاء الخميسي بدور شادية
- خالد سليم بدور حسن مظهر
- نبيل عيسى بدور نبيل
- أحمد صلاح حسني بدور صلاح
- جيهان خليل بدور سارة
- عائشة بن أحمد بدور دينا
- طارق صبري بدور الضابط حسام
- تامر شلتوت بدور أحمد
- جلال الزكي بدور خالد
- عبد الرحمن أبو زهرة بدور عز